# Бальчюнайте, Живиле
Живиле Бальчюнайте (лит. Živilė Balčiūnaitė; род. 3 апреля 1979, Вильнюс) — литовская бегунья на длинные дистанции и по пересечённой местноти, лишённая звания чемпионки Европы 2010 года в марафоне и получившая двухлетнюю дисквалификацию за применение допинга во время этого чемпионата. Неоднократная чемпионка Литвы в беге на 5000 и 10 000 метров, двукратная участница Олимпийских игр (2004, 2008), трёхкратная участница чемпионатов мира по лёгкой атлетике (2007, 2009, 2013).

## Личные рекорды
- Марафон — 2:25:15

## Выступления на чемпионатах Европы и мира
| Год  | Соревнование   | Город            | Место | Время   |
| ---- | -------------- | ---------------- | ----- | ------- |
| 2009 | Чемпионат мира | Берлин, Германия | 19    | 2:31.06 |